# Woffleben
Woffleben is een  dorp in de Duitse gemeente Ellrich in het Landkreis Nordhausen in Thüringen. Het dorp wordt vermeld in een oorkonde uit 927. Tot 1994 was het een zelfstandige gemeente. 
De dorpskerk uit 1752 werd gebouwd in opdracht van Frederik II van Pruisen. Het gebouw is een beschermd monument.